# Lodewijk van Frankrijk (1682-1712)
Lodewijk, hertog van Bourgondië (Kasteel van Versailles, 16 augustus 1682 - Marly-le-Roi, 18 februari 1712) was de eerste kleinzoon van de Franse koning Lodewijk XIV. Hij kwam lange tijd op de tweede plaats in de troonsopvolging na zijn vader, de Grand Dauphin, en werd na diens dood voor korte tijd dauphin (troonopvolger). Daarom werd hij later wel le Petit Dauphin genoemd. Hij is de vader van koning Lodewijk XV.             

## Jeugd

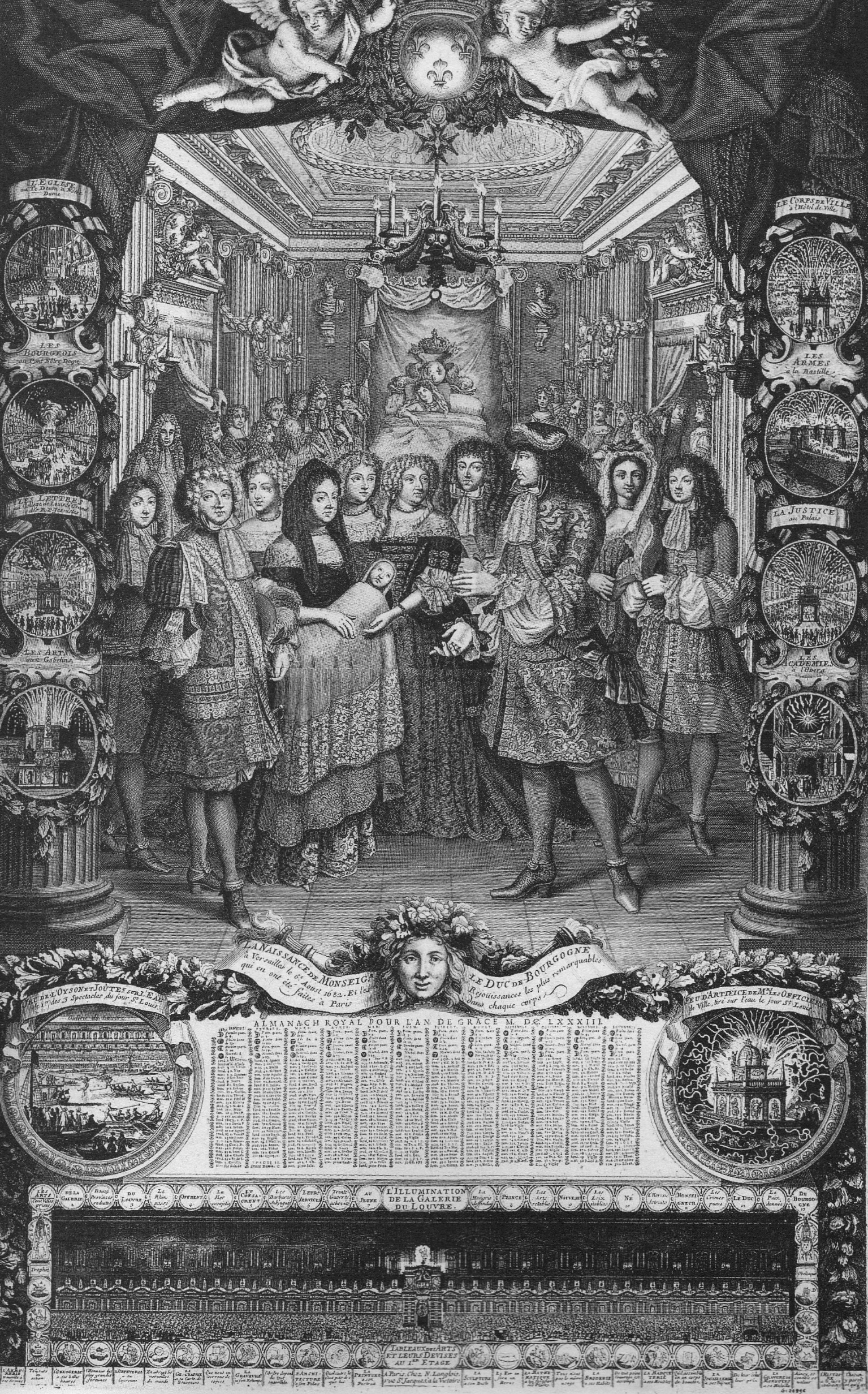
De geboorte van Lodewijk, hertog van Bourgondië.

Lodewijk was de oudste zoon van Lodewijk, dauphin van Frankrijk (bekend als de Grand Dauphin), de enige wettelijke zoon van Lodewijk XIV, en Maria Anna van Beieren. Hij was het eerste lid van de koninklijke familie dat in Versailles is geboren.
Zijn grootouders aan vaderskant waren koning Lodewijk XIV van Frankrijk en koningin Maria Theresia. Zijn grootouders aan moederskant waren Ferdinand Maria, de keurvorst van Beieren en Henriëtte Adelheid van Savoye, dochter van Victor Amadeus I van Savoye.
Hij kreeg bij zijn geboorte de titel hertog van Bourgondië.
Hij was eerst een kwaadaardige en arrogante jonge prins die niemand mocht en ook door niemand aardig werd bevonden maar later werd de hertog van Bourgondië na veel inspanning in een heel vroom en godsdienstig man veranderd door zijn privéleraar François Fénelon (de beroemde schrijver en aartsbisschop van Kamerijk). Fénelons belangrijkste werk, de pedagogische roman  Les aventures de Télémaque, werd voor hem geschreven.
In 1697, op 15-jarige leeftijd, trouwde hij met zijn drie jaar jongere achternicht Maria Adelheid van Savoye. Hoewel het huwelijk door zijn grootvader Lodewijk XIV was gearrangeerd, hielden de twee erg van elkaar.

## De "kliek van Bourgondië"
De devoten aan het hof omringden de prins met de "kliek van Bourgondië", naast Fénelon, de hertog van Beauvillier, die zijn gouverneur was, en de hertogen van Chevreuse en Saint-Simon, auteur van beroemde memoires die veel informatie over die tijd bevatten.. Samen ontwikkelden zij een hervorming van de Franse regeringsstructuur, die gedecentraliseerd zou worden, en waar het absolutisme zou worden teruggedrongen ten voordele van een aantal raden (polysynodie), waarin de hoge adel - de hertogen en prinsen - de Natie zou vertegenwoordigen. Dit voor die tijd reactionaire, quasi-middeleeuwse ideaal zou mogelijk het regeringssysteem ná Lodewijk XIV geworden zijn, als de hertog niet vroegtijdig was overleden. Onder de regering van de Regent werd de polysynodie beperkt ingevoerd, en snel weer afgevoerd. 

## Spaanse Successieoorlog
Begin 1702,  werd de jonge prins door zijn grootvader Lodewijk XIV toegelaten in de Conseil d'en haut, het hoogste adviesorgaan op het gebied van diplomatie en oorlog. Dat gebeurde na het uitbreken van de Spaanse Successieoorlog, die was ontstaan doordat zijn jongere broer, de hertog van Anjou, als Filips V de Spaanse kroon had geërfd, wat voor de meeste andere Europese landen een bedreiging vormde. De  hertog van Bourgondië zou altijd een fel verdediger zijn van de rechten van zijn broer, ook toen Lodewijk XIV een tijd voorstander was van een compromisvrede waarbij Filips V mogelijk zijn troon zou moeten opgeven.
Nog in 1702 kreeg hij het bevel over het “Leger van Vlaanderen”, dat in de Zuidelijke Nederlanden opereerde. Hij was nog geen twintig en had weinig belangstelling voor de krijgskunst getoond, maar zijn grootvader vond dat een toekomstige koning een krijgsman moest zijn: de koning omringde hem wel met bekwame generaals, die hem moesten adviseren. Zijn leger slaagde er in juni 1702 in de troepen van de Verenigde Provinciën terug te dringen tot bij Nijmegen, maar toen de hertog van Marlborough kort daarop met versterkingen arriveerde, moesten de Fransen zich terugtrekken.
Het jaar daarop wist een ander Frans leger onder zijn nominale leiding de Rijnvesting Breisach te belegeren en in te nemen, waardoor de hertog de pluim van de overwinning op zijn hoed kreeg.
In 1708 kreeg de hertog van Bourgondië opnieuw het bevel in de Zuidelijke Nederlanden, nu bijgestaan door de hertog van Vendôme, die Lodewijk XIV als zijn beste generaal beschouwde. Zijn leger boekte enkele successen en wist Gent en Brugge te veroveren, maar werd meteen daarop (11 juli 1709) door Marlborough verrast bij Oudenaarde en zwaar verslagen. Toen de hertog van Vendôme tijdens de slag een cavalerieaanval aanvoerde, vroeg hij dat een deel van de infanterie hem ter hulp zou komen, maar de jonge bevelhebber weigerde dat. Voor Vendôme was die weigering de oorzaak van de nederlaag bij Oudenaarde.
Tussen de twee legeraanvoerders zou het daarna niet meer goed komen. Telkens als Vendôme een aanval voorstelde, ging Bourgondië daar niet op in. Beiden beklaagden zich bij Lodewijk XIV, maar die weigerde partij te kiezen en vroeg dat ze zouden samenwerken. Door deze tweespalt konden de geallieerde legers de belangrijke vesting Rijsel belegeren en uiteindelijk ook innemen. Voor Frankrijk was dat een ramp. In Parijs, waar Vendôme veel aanhang had, circuleerden geschriften en liedjes die de “slechte raadgevers” van de jonge Lodewijk aanvielen (niemand durfde de kleinzoon van de koning rechtstreeks aan te vallen) en ook aan het hof was er veel kritiek vanwege de vijanden van de “Bourgondische kliek”. De hertog van Bourgondië leek zich zelf geen kwaad bewust. Bij zijn terugkeer in Versailles eind dat jaar werd hij door zijn grootvader gefeliciteerd. Toch zou hij daarna nooit meer een militair commando krijgen. 

## Overlijden
Toen zijn vader in 1711 aan de pokken bezweek, volgde hij hem op als dauphin, maar slechts voor tien maanden. Op 6 februari 1712 stierf zijn vrouw Maria Adelheid na plots ziek te zijn geworden. Hijzelf overleed zes dagen later. De oorzaak van zijn dood is niet zeker, maar hij was in elk geval zeer getroffen door het overlijden van zijn vrouw. Lange tijd is gemeend dat ze beiden aan mazelen overleden, maar het lijkt meer waarschijnlijk dat Maria Adelheid stierf aan een bloedvergiftiging na een infectie aan de tanden en dat haar gemaal door haar besmet werd. De memoires van Saint-Simon en het verslag van de autopsie geven daar aanwijzingen voor.
Zijn oudste nog levende zoon, de hertog van Bretagne, overleed zelf nog geen drie weken later, ook na een besmetting. Uiteindelijk zou zijn jongste zoon in 1715 de troon erven als Lodewijk XV.  

## Kinderen
Uit het huwelijk met Maria Adelheid werden drie kinderen geboren:
- Lodewijk (25 juni 1704 – 13 april 1705), hertog van Bretagne
- Lodewijk (8 januari 1707 – 8 maart 1712), hertog van Bretagne, later dauphin van Frankrijk
- Lodewijk (15 februari 1710 – 10 mei 1774), hertog van Anjou. na de dood van zijn broer dauphin van Frankrijk (de latere Lodewijk XV).

## Kwartierstaat (voorouders)
| Lodewijk XIII van Frankrijk (1601-1643) | Lodewijk XIII van Frankrijk (1601-1643) | Lodewijk XIII van Frankrijk (1601-1643) | Lodewijk XIII van Frankrijk (1601-1643) | Lodewijk XIII van Frankrijk (1601-1643) | Lodewijk XIII van Frankrijk (1601-1643) | Anna van Oostenrijk (1601-1666)        | Anna van Oostenrijk (1601-1666)        | Anna van Oostenrijk (1601-1666)        | Anna van Oostenrijk (1601-1666)        | Anna van Oostenrijk (1601-1666)    | Anna van Oostenrijk (1601-1666)    |                                    |                                    | Filips IV van Spanje (1605-1665)   | Filips IV van Spanje (1605-1665)   | Filips IV van Spanje (1605-1665)          | Filips IV van Spanje (1605-1665)          | Filips IV van Spanje (1605-1665)          | Filips IV van Spanje (1605-1665)          | Elisabeth van Frankrijk (1602-1644)       | Elisabeth van Frankrijk (1602-1644)       | Elisabeth van Frankrijk (1602-1644) | Elisabeth van Frankrijk (1602-1644) | Elisabeth van Frankrijk (1602-1644) | Elisabeth van Frankrijk (1602-1644) |                                 |                                 | Maximiliaan I van Beieren (1573-1651) | Maximiliaan I van Beieren (1573-1651) | Maximiliaan I van Beieren (1573-1651) | Maximiliaan I van Beieren (1573-1651) | Maximiliaan I van Beieren (1573-1651)    | Maximiliaan I van Beieren (1573-1651)    | Maria Anna van Oostenrijk (1610-1665)    | Maria Anna van Oostenrijk (1610-1665)    | Maria Anna van Oostenrijk (1610-1665)    | Maria Anna van Oostenrijk (1610-1665)    | Maria Anna van Oostenrijk (1610-1665)       | Maria Anna van Oostenrijk (1610-1665)       |                                             |                                             | Victor Amadeus I van Savoye (1587-1637)     | Victor Amadeus I van Savoye (1587-1637)     | Victor Amadeus I van Savoye (1587-1637)   | Victor Amadeus I van Savoye (1587-1637)   | Victor Amadeus I van Savoye (1587-1637)   | Victor Amadeus I van Savoye (1587-1637)   | Christina van Frankrijk (1606-1663)       | Christina van Frankrijk (1606-1663)       | Christina van Frankrijk (1606-1663) | Christina van Frankrijk (1606-1663) | Christina van Frankrijk (1606-1663) | Christina van Frankrijk (1606-1663) |  |  |  |  |  |  |  |  |  |  |  |  |  |  |  |  |  |  |  |  |  |  |  |  |  |  |  |  |  |  |  |  |  |  |  |  |  |  |  |  |  |  |  |  |  |  |  |  |
| Lodewijk XIII van Frankrijk (1601-1643) | Lodewijk XIII van Frankrijk (1601-1643) | Lodewijk XIII van Frankrijk (1601-1643) | Lodewijk XIII van Frankrijk (1601-1643) | Lodewijk XIII van Frankrijk (1601-1643) | Lodewijk XIII van Frankrijk (1601-1643) | Anna van Oostenrijk (1601-1666)        | Anna van Oostenrijk (1601-1666)        | Anna van Oostenrijk (1601-1666)        | Anna van Oostenrijk (1601-1666)        | Anna van Oostenrijk (1601-1666)    | Anna van Oostenrijk (1601-1666)    |                                    |                                    | Filips IV van Spanje (1605-1665)   | Filips IV van Spanje (1605-1665)   | Filips IV van Spanje (1605-1665)          | Filips IV van Spanje (1605-1665)          | Filips IV van Spanje (1605-1665)          | Filips IV van Spanje (1605-1665)          | Elisabeth van Frankrijk (1602-1644)       | Elisabeth van Frankrijk (1602-1644)       | Elisabeth van Frankrijk (1602-1644) | Elisabeth van Frankrijk (1602-1644) | Elisabeth van Frankrijk (1602-1644) | Elisabeth van Frankrijk (1602-1644) |                                 |                                 | Maximiliaan I van Beieren (1573-1651) | Maximiliaan I van Beieren (1573-1651) | Maximiliaan I van Beieren (1573-1651) | Maximiliaan I van Beieren (1573-1651) | Maximiliaan I van Beieren (1573-1651)    | Maximiliaan I van Beieren (1573-1651)    | Maria Anna van Oostenrijk (1610-1665)    | Maria Anna van Oostenrijk (1610-1665)    | Maria Anna van Oostenrijk (1610-1665)    | Maria Anna van Oostenrijk (1610-1665)    | Maria Anna van Oostenrijk (1610-1665)       | Maria Anna van Oostenrijk (1610-1665)       |                                             |                                             | Victor Amadeus I van Savoye (1587-1637)     | Victor Amadeus I van Savoye (1587-1637)     | Victor Amadeus I van Savoye (1587-1637)   | Victor Amadeus I van Savoye (1587-1637)   | Victor Amadeus I van Savoye (1587-1637)   | Victor Amadeus I van Savoye (1587-1637)   | Christina van Frankrijk (1606-1663)       | Christina van Frankrijk (1606-1663)       | Christina van Frankrijk (1606-1663) | Christina van Frankrijk (1606-1663) | Christina van Frankrijk (1606-1663) | Christina van Frankrijk (1606-1663) |  |  |  |  |  |  |  |  |  |  |  |  |  |  |  |  |  |  |  |  |  |  |  |  |  |  |  |  |  |  |  |  |  |  |  |  |  |  |  |  |  |  |  |  |  |  |  |  |
|                                         |                                         |                                         |                                         |                                         |                                         |                                        |                                        |                                        |                                        |                                    |                                    |                                    |                                    |                                    |                                    |                                           |                                           |                                           |                                           |                                           |                                           |                                     |                                     |                                     |                                     |                                 |                                 |                                       |                                       |                                       |                                       |                                          |                                          |                                          |                                          |                                          |                                          |                                             |                                             |                                             |                                             |                                             |                                             |                                           |                                           |                                           |                                           |                                           |                                           |                                     |                                     |                                     |                                     |  |  |  |  |  |  |  |  |  |  |  |  |  |  |  |  |  |  |  |  |  |  |  |  |  |  |  |  |  |  |  |  |  |  |  |  |  |  |  |  |  |  |  |  |  |  |  |  |
|                                         |                                         |                                         |                                         | Lodewijk XIV van Frankrijk (1638-1715)  | Lodewijk XIV van Frankrijk (1638-1715)  | Lodewijk XIV van Frankrijk (1638-1715) | Lodewijk XIV van Frankrijk (1638-1715) | Lodewijk XIV van Frankrijk (1638-1715) | Lodewijk XIV van Frankrijk (1638-1715) |                                    |                                    |                                    |                                    |                                    |                                    | Maria Theresia van Oostenrijk (1638-1683) | Maria Theresia van Oostenrijk (1638-1683) | Maria Theresia van Oostenrijk (1638-1683) | Maria Theresia van Oostenrijk (1638-1683) | Maria Theresia van Oostenrijk (1638-1683) | Maria Theresia van Oostenrijk (1638-1683) |                                     |                                     |                                     |                                     |                                 |                                 |                                       |                                       |                                       |                                       | Ferdinand Maria van Beieren) (1636-1679) | Ferdinand Maria van Beieren) (1636-1679) | Ferdinand Maria van Beieren) (1636-1679) | Ferdinand Maria van Beieren) (1636-1679) | Ferdinand Maria van Beieren) (1636-1679) | Ferdinand Maria van Beieren) (1636-1679) |                                             |                                             |                                             |                                             |                                             |                                             | Henriëtte Adelheid van Savoye (1636-1676) | Henriëtte Adelheid van Savoye (1636-1676) | Henriëtte Adelheid van Savoye (1636-1676) | Henriëtte Adelheid van Savoye (1636-1676) | Henriëtte Adelheid van Savoye (1636-1676) | Henriëtte Adelheid van Savoye (1636-1676) |                                     |                                     |                                     |                                     |  |  |  |  |  |  |  |  |  |  |  |  |  |  |  |  |  |  |  |  |  |  |  |  |  |  |  |  |  |  |  |  |  |  |  |  |  |  |  |  |  |  |  |  |  |  |  |  |
|                                         |                                         |                                         |                                         | Lodewijk XIV van Frankrijk (1638-1715)  | Lodewijk XIV van Frankrijk (1638-1715)  | Lodewijk XIV van Frankrijk (1638-1715) | Lodewijk XIV van Frankrijk (1638-1715) | Lodewijk XIV van Frankrijk (1638-1715) | Lodewijk XIV van Frankrijk (1638-1715) |                                    |                                    |                                    |                                    |                                    |                                    | Maria Theresia van Oostenrijk (1638-1683) | Maria Theresia van Oostenrijk (1638-1683) | Maria Theresia van Oostenrijk (1638-1683) | Maria Theresia van Oostenrijk (1638-1683) | Maria Theresia van Oostenrijk (1638-1683) | Maria Theresia van Oostenrijk (1638-1683) |                                     |                                     |                                     |                                     |                                 |                                 |                                       |                                       |                                       |                                       | Ferdinand Maria van Beieren) (1636-1679) | Ferdinand Maria van Beieren) (1636-1679) | Ferdinand Maria van Beieren) (1636-1679) | Ferdinand Maria van Beieren) (1636-1679) | Ferdinand Maria van Beieren) (1636-1679) | Ferdinand Maria van Beieren) (1636-1679) |                                             |                                             |                                             |                                             |                                             |                                             | Henriëtte Adelheid van Savoye (1636-1676) | Henriëtte Adelheid van Savoye (1636-1676) | Henriëtte Adelheid van Savoye (1636-1676) | Henriëtte Adelheid van Savoye (1636-1676) | Henriëtte Adelheid van Savoye (1636-1676) | Henriëtte Adelheid van Savoye (1636-1676) |                                     |                                     |                                     |                                     |  |  |  |  |  |  |  |  |  |  |  |  |  |  |  |  |  |  |  |  |  |  |  |  |  |  |  |  |  |  |  |  |  |  |  |  |  |  |  |  |  |  |  |  |  |  |  |  |
|                                         |                                         |                                         |                                         |                                         |                                         |                                        |                                        |                                        |                                        | Lodewijk van Frankrijk (1661-1711) | Lodewijk van Frankrijk (1661-1711) | Lodewijk van Frankrijk (1661-1711) | Lodewijk van Frankrijk (1661-1711) | Lodewijk van Frankrijk (1661-1711) | Lodewijk van Frankrijk (1661-1711) |                                           |                                           |                                           |                                           |                                           |                                           |                                     |                                     |                                     |                                     |                                 |                                 |                                       |                                       |                                       |                                       |                                          |                                          |                                          |                                          |                                          |                                          | Maria Anna Victoria van Beieren (1660-1690) | Maria Anna Victoria van Beieren (1660-1690) | Maria Anna Victoria van Beieren (1660-1690) | Maria Anna Victoria van Beieren (1660-1690) | Maria Anna Victoria van Beieren (1660-1690) | Maria Anna Victoria van Beieren (1660-1690) |                                           |                                           |                                           |                                           |                                           |                                           |                                     |                                     |                                     |                                     |  |  |  |  |  |  |  |  |  |  |  |  |  |  |  |  |  |  |  |  |  |  |  |  |  |  |  |  |  |  |  |  |  |  |  |  |  |  |  |  |  |  |  |  |  |  |  |  |
|                                         |                                         |                                         |                                         |                                         |                                         |                                        |                                        |                                        |                                        | Lodewijk van Frankrijk (1661-1711) | Lodewijk van Frankrijk (1661-1711) | Lodewijk van Frankrijk (1661-1711) | Lodewijk van Frankrijk (1661-1711) | Lodewijk van Frankrijk (1661-1711) | Lodewijk van Frankrijk (1661-1711) |                                           |                                           |                                           |                                           |                                           |                                           |                                     |                                     |                                     |                                     |                                 |                                 |                                       |                                       |                                       |                                       |                                          |                                          |                                          |                                          |                                          |                                          | Maria Anna Victoria van Beieren (1660-1690) | Maria Anna Victoria van Beieren (1660-1690) | Maria Anna Victoria van Beieren (1660-1690) | Maria Anna Victoria van Beieren (1660-1690) | Maria Anna Victoria van Beieren (1660-1690) | Maria Anna Victoria van Beieren (1660-1690) |                                           |                                           |                                           |                                           |                                           |                                           |                                     |                                     |                                     |                                     |  |  |  |  |  |  |  |  |  |  |  |  |  |  |  |  |  |  |  |  |  |  |  |  |  |  |  |  |  |  |  |  |  |  |  |  |  |  |  |  |  |  |  |  |  |  |  |  |
|                                         |                                         |                                         |                                         |                                         |                                         |                                        |                                        |                                        |                                        |                                    |                                    |                                    |                                    |                                    |                                    |                                           |                                           |                                           |                                           |                                           |                                           |                                     |                                     |                                     |                                     |                                 |                                 |                                       |                                       |                                       |                                       |                                          |                                          |                                          |                                          |                                          |                                          |                                             |                                             |                                             |                                             |                                             |                                             |                                           |                                           |                                           |                                           |                                           |                                           |                                     |                                     |                                     |                                     |  |  |  |  |  |  |  |  |  |  |  |  |  |  |  |  |  |  |  |  |  |  |  |  |  |  |  |  |  |  |  |  |  |  |  |  |  |  |  |  |  |  |  |  |  |  |  |  |
|                                         |                                         |                                         |                                         |                                         |                                         |                                        |                                        |                                        |                                        |                                    |                                    |                                    |                                    |                                    |                                    |                                           |                                           |                                           |                                           |                                           |                                           |                                     |                                     |                                     |                                     |                                 |                                 |                                       |                                       |                                       |                                       |                                          |                                          |                                          |                                          |                                          |                                          |                                             |                                             |                                             |                                             |                                             |                                             |                                           |                                           |                                           |                                           |                                           |                                           |                                     |                                     |                                     |                                     |  |  |  |  |  |  |  |  |  |  |  |  |  |  |  |  |  |  |  |  |  |  |  |  |  |  |  |  |  |  |  |  |  |  |  |  |  |  |  |  |  |  |  |  |  |  |  |  |
|                                         |                                         |                                         |                                         |                                         |                                         |                                        |                                        |                                        |                                        |                                    |                                    |                                    |                                    | Lodewijk van Frankrijk (1682-1712) | Lodewijk van Frankrijk (1682-1712) | Lodewijk van Frankrijk (1682-1712)        | Lodewijk van Frankrijk (1682-1712)        | Lodewijk van Frankrijk (1682-1712)        | Lodewijk van Frankrijk (1682-1712)        |                                           |                                           |                                     |                                     | Filips V van Spanje (1683–1746)     | Filips V van Spanje (1683–1746)     | Filips V van Spanje (1683–1746) | Filips V van Spanje (1683–1746) | Filips V van Spanje (1683–1746)       | Filips V van Spanje (1683–1746)       |                                       |                                       |                                          |                                          | Karel van Frankrijk (1686-1714)          | Karel van Frankrijk (1686-1714)          | Karel van Frankrijk (1686-1714)          | Karel van Frankrijk (1686-1714)          | Karel van Frankrijk (1686-1714)             | Karel van Frankrijk (1686-1714)             |                                             |                                             |                                             |                                             |                                           |                                           |                                           |                                           |                                           |                                           |                                     |                                     |                                     |                                     |  |  |  |  |  |  |  |  |  |  |  |  |  |  |  |  |  |  |  |  |  |  |  |  |  |  |  |  |  |  |  |  |  |  |  |  |  |  |  |  |  |  |  |  |  |  |  |  |